# Dusan Umičević
Dušan Umičević, född 3 november 1983 i Kozarska Dubica i Jugoslavien, är en svensk sportjournalist. Han är bror till ishockeyspelaren Dragan Umičević och sambo med journalisten och programledaren Rebecca Randhawa.

## Biografi
Umičević kom som femåring tillsammans med familjen till Köping. Han har utbildat sig till journalist på Umeå universitet och Mittuniversitetet men har även examen i engelska från Greenwich University i London. Han arbetade på Expressen 2006, Dagens Nyheter 2006–2007 och TV4 2008–2010.
Umičević började arbeta på sporten på Sveriges Television 2010 och är såväl reporter och kommentator som programledare för bland annat Sportnytt och Sportspegeln. Umičevićs specialområde är ishockey.
Han leder kanalens ishockeysatsningar så som Hockey-VM, Junior-VM och populära magasinet Hockeykväll. Han har också arbetat med Idrottsgalan, Tidernas Hockeygala och Världens Barn galan. Umičević har också arbetat med Morgonstudion.
Umičević har också uppträtt på Allsång på Skansen med en tolkning av låten ”Mera Mål” i samband med Fotbolls-VM 2023 och varit med på Fångarna på fortet. Han leder också kanalens handbolls-sändningar, innebandy-sändningar och Tennis-satsningar. Umičević har tidigare varit programledare för SM-veckan och för Champions Hockey-League. Umičević har även lett kanalens OS-satsning 2024.